# Yara (Cuba)
Yara is een gemeente in de Cubaanse provincie Granma en telt 57.000 inwoners (2015).
Yara ontstond in 1912 nadat Manzanillo werd opgedeeld.
De gemeente bestaat uit de barrios Yara, Yara Arriba, Coco, Caboa, Cabagán, Calambrosio en Canabacoa

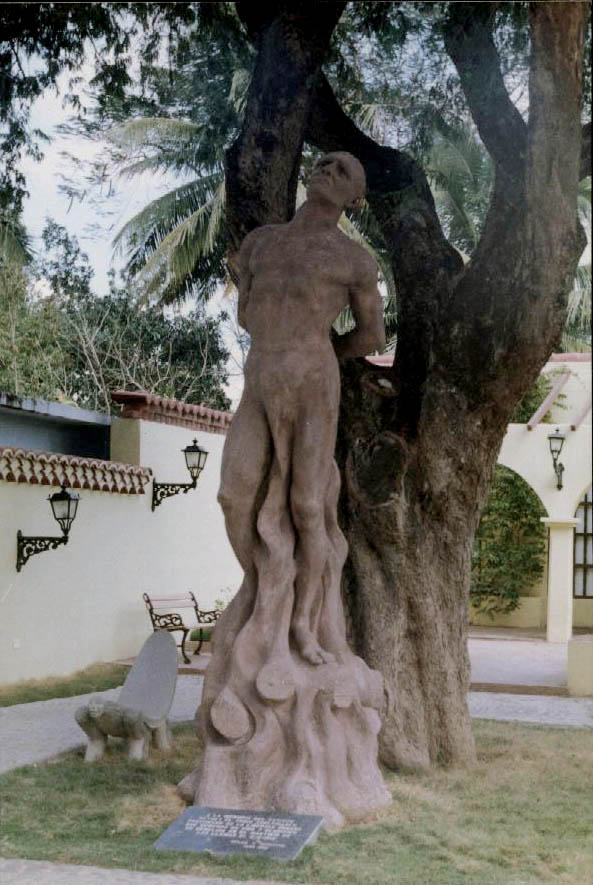
Houten standbeeld van het indianenstamhoofd Hatuey